# Dielocroce horni
Dielocroce horni är en insektsart som först beskrevs av Luisa Eugenia Navas 1926.  Dielocroce horni ingår i släktet Dielocroce och familjen Nemopteridae. Inga underarter finns listade i Catalogue of Life.